# Su patriotu sardu a sos feudatarios
Su patriotu sardu a sos feudatarios (in italiano: Il patriota sardo ai feudatari), conosciuto anche dal suo incipit Procurade 'e moderare (in italiano: Cercate di frenare), è un componimento rivoluzionario e antifeudale della Sardegna, scritto in epoca sabauda da Francesco Ignazio Mannu nel 1795, durante i moti rivoluzionari sardi.
Da lungo tempo ritenuto un inno popolare nella cultura sarda, a seguito di due proposte di legge, dal 28 aprile 2018 è l'inno regionale della Sardegna.

## Descrizione
La poesia, scritta in ottave, conta 47 strofe per 376 versi complessivi. Scritto durante i moti antifeudali del triennio 1793-1796, il canto rappresenta una manifestazione di denuncia contro lo stato della gestione sabauda della Sardegna alla fine del XVIII secolo.
L'inno fu stampato clandestinamente e divenne il canto di guerra degli oppositori sardi, passando alla storia come "la Marsigliese sarda". È composto da 376 ottonari fortemente ritmati, in lingua sarda logudorese, e ricalca contenutisticamente gli schemi della letteratura civile illuministica. L'incipit è costituito da un perentorio attacco alla prepotenza dei feudatari, principali responsabili del degrado dell'isola: Procurad'e moderare, Barones, sa tirannia… ("Cercate di moderare, o Baroni, la vostra tirannia…").
Durante tutto il componimento viene descritta nei minimi dettagli la disastrosa situazione economica che attanaglia l'isola in quel periodo. Non mancano però invettive contro gli oppressori piemontesi che, a detta del poeta, si premurano di sfruttare l'isola e le sue risorse preoccupandosi delle proprie ricchezze, in maniera non dissimile dall'atteggiamento della Spagna nei confronti delle Indie (Fit pro sos piemontesos sa Sardigna una cucagna, che in sas Indias s'Ispagna: strofa 32).
Il canto si conclude con un vigoroso grido d'incitamento alla rivolta, suggellato da un detto popolare di lapidaria efficacia: Cando si tenet su bentu est prezisu bentulare ("quando si leva il vento, bisogna sventolare": strofa 47).

## Testo
Di seguito il testo completo originale e la sua traduzione. La versione in italiano riportata è quella di Sebastiano Satta del 1896.
Barones, sa tirannia,

Chi si no, pro vida mia,

Torrades a pe' in terra!

Declarada est già sa gherra

Contra de sa prepotenzia,

E cominzat sa passienzia

ln su pobulu a mancare

Mirade ch'est azzendende

Contra de ois su fogu;

Mirade chi non est giogu

Chi sa cosa andat a veras;

Mirade chi sas aeras

Minettana temporale;

Zente cunsizzada male,

Iscultade sa 'oghe mia.

No apprettedas s 'isprone

A su poveru ronzinu,

Si no in mesu caminu

S'arrempellat appuradu;

Mizzi ch'es tantu cansadu

E non 'nde podet piusu;

Finalmente a fundu in susu

S'imbastu 'nd 'hat a bettare.

Su pobulu chi in profundu

Letargu fit sepultadu

Finalmente despertadu

S'abbizzat ch 'est in cadena,

Ch'istat suffrende sa pena

De s'indolenzia antiga:

Feudu, legge inimiga

A bona filosofia!

Che ch'esseret una inza,

Una tanca, unu cunzadu,

Sas biddas hana donadu

De regalu o a bendissione;

Comente unu cumone

De bestias berveghinas

Sos homines et feminas

Han bendidu cun sa cria

Pro pagas mizzas de liras,

Et tale olta pro niente,

Isclavas eternamente

Tantas pobulassiones,

E migliares de persones

Servint a unu tirannu.

Poveru genere humanu,

Povera sarda zenia!

Deghe o doighi familias

S'han partidu sa Sardigna,

De una menera indigna

Si 'nde sunt fattas pobiddas;

Divididu s'han sas biddas

In sa zega antichidade,

Però sa presente edade

Lu pensat rimediare.

Naschet su Sardu soggettu

A milli cumandamentos,

Tributos e pagamentos

Chi faghet a su segnore,

In bestiamen et laore

In dinari e in natura,

E pagat pro sa pastura,

E pagat pro laorare.

Meda innantis de sos feudos

Esistiana sas biddas,

Et issas fe ni pobiddas

De saltos e biddattones.

Comente a bois, Barones,

Sa cosa anzena est passada?

Cuddu chi bos l'hat dada

Non bos la podiat dare.

No est mai presumibile

Chi voluntariamente

Hapat sa povera zente

Zedidu a tale derettu;

Su titulu ergo est infettu

De s'infeudassione

E i sas biddas reione

Tenene de l'impugnare

Sas tassas in su prinzipiu

Esigiazis limitadas,

Dae pustis sunt istadas

Ogni die aumentende,

A misura chi creschende

Sezis andados in fastu,

A misura chi in su gastu

Lassezis s 'economia.

Non bos balet allegare

S'antiga possessione

Cun minettas de presone,

Cun gastigos e cun penas,

Cun zippos e cun cadenas

Sos poveros ignorantes

Derettos esorbitantes

Hazis forzadu a pagare

A su mancu s 'impleerent

In mantenner sa giustissia

Castighende sa malissia

De sos malos de su logu,

A su mancu disaogu

Sos bonos poterant tenner,

Poterant andare e benner

Seguros per i sa via.

Est cussu s'unicu fine

De dogni tassa e derettu,

Chi seguru et chi chiettu

Sutta sa legge si vivat,

De custu fine nos privat

Su barone pro avarissia;

In sos gastos de giustissia

Faghet solu economia

Su primu chi si presenta

Si nominat offissiale,

Fattat bene o fattat male

Bastat non chirchet salariu,

Procuradore o notariu,

O camareri o lacaju,

Siat murru o siat baju,

Est bonu pro guvernare.

Bastat chi prestet sa manu

Pro fagher crescher sa r'nta,

Bastat si fetat cuntenta

Sa buscia de su Segnore;

Chi aggiuet a su fattore

A crobare prontamente

Missu o attera zante

Chi l'iscat esecutare

A boltas, de podattariu,

Guvernat su cappellanu,

Sas biddas cun una manu

Cun s'attera sa dispensa.

Feudatariu, pensa, pensa

Chi sos vassallos non tenes

Solu pro crescher sos benes,

Solu pro los iscorzare.

Su patrimoniu, sa vida

Pro difender su villanu

Cun sas armas a sa manu

Cheret ch 'istet notte e die;

Già ch 'hat a esser gasie

Proite tantu tributu?

Si non si nd'hat haer fruttu

Est locura su pagare.

Si su barone non faghet

S'obbligassione sua,

Vassallu, de parte tua

A nudda ses obbligadu;

Sos derettos ch'hat crobadu

In tantos annos passodos

Sunu dinaris furados

Et ti los devet torrare.

Sas r'ntas servini solu

Pro mantenner cicisbeas,

Pro carrozzas e livreas,

Pro inutiles servissios,

Pro alimentare sos vissios,

Pro giogare a sa bassetta,

E pro poder sa braghetta

Fora de domo isfogare,

Pro poder tenner piattos

Bindighi e vinti in sa mesa,

Pro chi potat sa marchesa

Sempre andare in portantina;

S'iscarpa istrinta mischina,

La faghet andare a toppu,

Sas pedras punghene troppu

E non podet camminare

Pro una littera solu

Su vassallu, poverinu,

Faghet dies de caminu

A pe', senz 'esser pagadu,

Mesu iscurzu e ispozzadu

Espostu a dogni inclemenzia;

Eppuru tenet passienzia,

Eppuru devet cagliare.

Ecco comente s 'impleat

De su poveru su suore!

Comente, Eternu Segnore,

Suffrides tanta ingiustissia?

Bois, Divina Giustissia,

Remediade sas cosas,

Bois, da ispinas, rosas

Solu podides bogare.

Trabagliade trabagliade

O poveros de sas biddas,

Pro mantenner' in zittade

Tantos caddos de istalla,

A bois lassant sa palla

Issos regoglin' su ranu,

Et pensant sero e manzanu

Solamente a ingrassare.

Su segnor feudatariu

A sas undighi si pesat.

Dae su lettu a sa mesa,

Dae sa mesa a su giogu.

Et pastis pro disaogu

Andat a cicisbeare;

Giompidu a iscurigare

Teatru, ballu, allegria

Cantu differentemente,

su vassallu passat s'ora!

Innantis de s'aurora

Già est bessidu in campagna;

Bentu o nie in sa muntagna.

In su paris sole ardente.

Oh! poverittu, comente

Lu podet agguantare!.

Cun su zappu e cun s'aradu

Penat tota sa die,

A ora de mesudie

Si zibat de solu pane.

Mezzus paschidu est su cane

De su Barone, in zittade,

S'est de cudda calidade

Chi in falda solent portare.

Timende chi si reforment

Disordines tantu mannos,

Cun manizzos et ingannos

Sas Cortes han impedidu;

Et isperdere han cherfidu

Sos patrizios pius zelantes,

Nende chi fint petulantes

Et contra sa monarchia

Ai cuddos ch'in favore

De sa patria han peroradu,

Chi sa ispada hana ogadu

Pro sa causa comune,

O a su tuju sa fune

Cheriant ponner meschinos.

O comente a Giacobinos

Los cheriant massacrare.

Però su chelu hat difesu

Sos bonos visibilmente,

Atterradu bat su potente,

Ei s'umile esaltadu,

Deus, chi s'est declaradu

Pro custa patria nostra,

De ogn'insidia bostra

Isse nos hat a salvare.

Perfidu feudatariu!

Pro interesse privadu

Protettore declaradu

Ses de su piemontesu.

Cun issu ti fist intesu

Cun meda fazilidade:

Isse papada in zittade

E tue in bidda a porfia.

Fit pro sos piemontesos

Sa Sardigna una cucagna;

Che in sas Indias s 'Ispagna

Issos s 'incontrant inoghe;

Nos alzaiat sa oghe

Finzas unu camareri,

O plebeu o cavaglieri

Si deviat umiliare...

Issos dae custa terra

Ch'hana ogadu migliones,

Beniant senza calzones

E si nd'handaiant gallonados;

Mai ch'esserent istados

Chi ch'hana postu su fogu

Malaittu cuddu logu

Chi criat tale zenìa

Issos inoghe incontr'na

Vantaggiosos imeneos,

Pro issos fint sos impleos,

Pro issos sint sos onores,

Sas dignidades mazores

De cheia, toga e ispada:

Et a su sardu restada

Una fune a s'impiccare!

Sos disculos nos mand'na

Pro castigu e curressione,

Cun paga e cun pensione

Cun impleu e cun patente;

In Moscovia tale zente

Si mandat a sa Siberia

Pro chi morzat de miseria,

Però non pro guvernare

Intantu in s'insula nostra

Numerosa gioventude

De talentu e de virtude

Oz'osa la lass'na:

E si algun ‘nd'imple'na

Chircaiant su pius tontu

Pro chi lis torrat a contu

cun zente zega a trattare.

Si in impleos subalternos

Algunu sardu avanz'na,

In regalos non bastada

Su mesu de su salariu,

Mandare fit nezessariu

Caddos de casta a Turinu

Et bonas cassas de binu,

Cannonau e malvasia.

De dare a su piemontesu

Sa prata nostra ei s'oro

Est de su guvernu insoro

Massimu fundamentale,

Su regnu andet bene o male

No lis importat niente,

Antis creen incumbeniente

Lassarelu prosperare.

S'isula hat arruinadu

Custa razza de bastardos;

Sos privilegios sardos

Issos nos hana leadu,

Dae sos archivios furadu

Nos hana sas mezzus pezzas

Et che iscritturas bezzas

Las hana fattas bruiare.

De custu flagellu, in parte,

Deus nos hat liberadu.

Sos sardos ch'hana ogadu

Custu dannosu inimigu,

E tue li ses amigu,

O sardu barone indignu,

E tue ses in s'impignu

De 'nde lu fagher torrare

Pro custu, iscaradamente,

Preigas pro su Piemonte,

Falzu chi portas in fronte

Su marcu de traitore;

Fizzas tuas tant'honore

Faghent a su furisteri,

Mancari siat basseri

Bastat chi sardu no siat.

S'accas 'andas a Turinu

Inie basare des

A su ministru sos pes

E a atter su... già m 'intendes;

Pro ottenner su chi pretendes

Bendes sa patria tua,

E procuras forsis a cua

Sos sardos iscreditare

Sa buscia lassas inie,

Et in premiu 'nde torras

Una rughitta in pettorra

Una giae in su traseri;

Pro fagher su quarteri

Sa domo has arruinodu,

E titolu has acchistadu

De traitore e ispia.

Su chelu non faghet sempre

Sa malissia triunfare,

Su mundu det reformare

Sas cosas ch 'andana male,

Su sistema feudale

Non podet durare meda?

Custu bender pro moneda

Sos pobulos det sensare.

S'homine chi s 'impostura

Haiat già degradadu

Paret chi a s'antigu gradu

Alzare cherfat de nou;

Paret chi su rangu sou

Pretendat s'humanidade;

Sardos mios, ischidade

E sighide custa ghia.

Custa, pobulos, est s'hora

D'estirpare sos abusos!

A terra sos malos usos,

A terra su dispotismu;

Gherra, gherra a s'egoismu,

Et gherra a sos oppressores;

Custos tirannos minores

Est prezisu humiliare.

Si no, chalchi die a mossu

Bo 'nde segade' su didu.

Como ch'est su filu ordidu

A bois toccat a tessere,

Mizzi chi poi det essere

Tardu s 'arrepentimentu;

Cando si tenet su bentu

Baroni, la tirannia,

Se no, per vita mia,

Tornate a piedi per terra!

Dichiarata è la guerra

Contro la prepotenza

E sta la pazienza

Nel popolo per mancare
Badate! contro voi

Sta divampando il foco;

Tutto ciò non è gioco

Ma gli è fatto ben vero;

Pensate che il ciel nero

Minaccia temporale;

Gente spinta a far male,

Senti la voce mia.
Non date più di sprone

Nel povero ronzino,

O in mezzo del cammino

Si fermerà impuntito;

Gli è tanto stremenzito

Da non poterne più,

E finalmente giù

Dovrà il basto gittare

Il popolo, da profondo

Letargo ottenebrato,

Sente al fin disperato,

Sente le sue catene,

Sa di patir le pene

Dell'indolenza antica.

Feudo, legge nemica

A tutte buone cose!

Quasi fosse una vigna

O un oliveto o un chiuso,

Borghi e terre han profuso...

Li han dati e barattati

Come branchi malnati

Di capi pecorini;

Gli uomini ed i bambini

Venduto han colle spose

Per poche lire han reso,

E talvolta per niente,

Schiava eternamente

La popolazione;

Mille e mille persone

Curvansi ad un sovrano.

Gramo genere umano,

Grama sarda genia!

Si hanno poche famiglie

Partito la Sardegna.

In maniera non degna

Furono fatte ancelle

Le nostre terre belle

Nell'empia antichità;

Or questa nostra età

Vuol ciò rimediare

Nasce il Sardo, soggetto

A rei comandamenti;

Tributi e pagamenti

Deve dare al sovrano

In bestiame ed in grano

In moneta e in natura;

Paga per la pastura,

Paga per seminare.

Già, pria che i feudi fossero,

Fiorian i borghi lieti

Di campi e di vigneti,

Di pigne e di covoni;

Or come a voi, Baroni,

Tutto questo è passato?

Colui che ve l'ha dato

Non vel potea dare.

Né alcun potrà presumere

Che volontariamente

Tanta povera gente

Innanzi a voi si prostri;

Questi titoli vostri

San d'infeudazione

Le ville hanno ben ragione

Di volerli impugnare.

I balzelli che prima

Sembravan men penosi,

Più forti e più dannosi

A noi voi li rendeste

Man mano che cresceste

In lusso ed in pretese,

Scordando tra le spese

La buona economia.

Né vi giova accampare

Possession avita.

Con minacce di vita,

Con castighi e con pene,

Con ceppi e con catene

Dai poveri ignoranti

Imposte esorbitanti

Voi sapeste spillare.

E almeno si spendesse

In pro della Giustizia

Per punir la nequizia

Degli sparsi predoni,

E potessero i buoni

Di salute fruire

Ed andare e venire

Sicuri per la via!

A ciò solo servire

Dovrian pesi e diritti,

A guardar da' delitti

Chi nella legge viva.

Ma di tal ben ci priva

Del Baron l'avarizia

Che in spese di giustizia

Fa solo economia

Chi sa meglio brigare

Vien fatto uffiziale.

Faccia egli bene o male,

Ma non chiegga denaro;

Leguleio o notaro,

Servidore o lacché

Sia bigio o sia tam.

Nato è per governare

Basta che faccia in modo

Di render più opulenta

L'entrata e più contenta

La borsa del signore,

Ed aiuti il fattore

A trovar, prestamente

O messo od altra gente

Scaltra nel pignorare.

Talvolta da Barone

Suol fare il cappellano;

Le ville ha in una mano

Nell'altra ha la dispensa.

Feudatario, deh! pensa

Che schiavi non ci tieni

Per accrescerti i beni,

Poterci scorticare.

Tu vuoi che per difenderti

Il povero villano

Vegli con l'arme in mano

L'intera notte e il dì;

Se deve esser così

E se nulla godiamo

Di ciò a te paghiamo,

È da stolti il pagare.

E se il Barone gli impegni

Non tien da parte sua,

Villan, per parte tua

A nulla se' obbligato;

I soldi che succhiato

Ei ti ha negli anni andati,

Son danari rubati

E te li de' ridare.

Giovan solo le rendite

A procacciar brillanti,

Livree, carrozze e amanti,

A creare servizi

Vani, a crescer vizi.

A scacciar la noia

E a poter ogni foia

fuori casa sfogare,

Ad avere dieci o venti

Portate a mensa ognora,

Per poter la signora:

Cullare in portantina;

La scarpetta (o meschina!)

Le sbuccia il bel piedino,

Lo punge un sassolino

E non può camminare

Per portare un messaggio

Il vassallo, tapino!,

Fa giorni di cammino

A piedi, non pagato,

Va scalzo, sbrendolato,

Esposto a ogn'inclemenza

E pur con pazienza

Soffre e non de' parlare.

Così si sparge il vivo

Sangue del nostro cuore!

Or come tu, Signore,

Soffri tanta ingiustizia?

Tu, Divina Giustizia,

Rimedia queste cose,

Tu sol puoi far le rose

Dai tronchi germogliare.

O miseri villani,

Sfiniti dal lavoro

Per mantener costoro

Come tanti stalloni!

Per lor sono i covoni,

A voi dan la pagliata,

E sbarcan la giornata

Pensando ad ingrassare.

Sorge tardi dal letto

Il feudatario, e pensa

Tosto a mettersi a mensa,

Va dalla mensa al gioco;

Per poi svagarsi un poco

Si reca a donneare;

Più tardi, all'annottare,

Scene, danze, allegria.

Quanto diversamente

Volge al vassallo l'ora!

Già prima dell'aurora

Egli è nella campagna;

Brezze e nevi in montagna,

Al piano sole ardente;

Ahi! come può il paziente

Tal vita tollerare!

Con la vanga e l'aratro

Geme l'intero giorno;

Biascica a mezzo giorno

Un sol tozzo di pane.

Meglio, assai meglio il cane

Si pasce del signore.

Quel can che a tutte l'ore

Suol dietro a sé portare.

Le Cortes osteggiarono

Con raggiri e soprusi

Perché codesti abusi

Non dovesser cessare;

Cercaron di fugare

I patriotti migliori

Dicendoli fautori

D'odio alla monarchia.

A chi levò la voce

Per la natia contrada

A chi strasse la spada

Per la causa comune

Volean cinger di fune

Il collo: od i meschini

Siccome Giacobini

Volevan massacrare.

Ma il cielo, il ciel i giusti

Guardò veracemente;

Atterrato ha il possente

E ha l'umile esaltato

Iddio s'è dichiarato

Per questa terra nostra,

Ed ogni insidia vostra

Egli dovrà sfatare.

Per far tue mire prave,

Feudatario inumano,

Chiaramente la mano

Distendi al Piemontese

E con lui sulle intese

Stai per far le tue voglie

I borghi tu, egli toglie

Le cittadi a pelare.

Fu per Piemontese l'isola

Nostra una gran cuccagna;

Come l'Indie la Spagna

Egli ci mette in croce;

Non mai levò la voce

Un vil cameriere,

Che servo o cavaliere

Non si dovean piegare

Essi da questa terra

han tratto milioni.

Giungean senza calzoni

E partian gallonati

Non ci fossero mai stati

Per cacciarci in tal fuoco.

Sia maledetto il loco

Che cresce tal genia.

Essi trovano tra noi

Splendidi maritaggi

A lor gli appannaggi,

A lor tutti gli onori,

Le dignità maggiori

Di stola, spada e toga;

Ed al sardo una soga

Per potersi appiccare.

Tutti i facinorosi

tra noi per punizione

Mandan, e han pensione

E stipendi e patente;

In Russia una tal gente

La si manda in Siberia

Per crepar di miseria

Ma non per governare.

E intanto, intanto lasciano

Qui molti virtuosi

Giovani inoperosi

Che in mezzo all'ozio annegano:

e se alcuno ne impiegano

Lo cercano sciocco a prova,

Però che a loro giova

Coi ciechi aver da fare

Se d'impiegatucci al sardo

Talor son liberali,

Questi deve in regali

Spender tutto il salario,

Poiché gli è necessario

Di spedire a Torino

Bei cavalli, buon vino,

Cannonau e malvasia

Nel dar al Piemontese

Il nostro oro e l'argento

Sta tutto il fondamento

Della possanza loro.

E che importa a costoro

Che vada male il regno,

Se essi credon non degno

Il farlo prosperare?

Guasto ha l'isola nostra

Quest'orda di bastardi;

I privilegi sardi

Ci ha tolto; degli archivi

Nostri ci ha fatto privi;

Come robaccia, parte

Delle memori carte

Nostre ha fatto bruciare.

Ma (volle Iddio) siam quasi

Da tal danno risorti.

I Sardi sono insorti

Contro l'empio nemico,

E tu, Baron, da amico

Anche adesso lo tratti!

E indegno ti arrabatti

Per farlo ritornare?

Perciò tu a viso aperto

Decanti il Piemonte,

Vile, lo stigma in fronte

Del traditor tu porte!

Le tue figlie la corte

Fanno al primo venuto,

Valga men d'uno sputo

Pur che sardo non sia.

Se ti rechi a Torino,

Non appena lo vedi

Baci al ministro i piedi,

Baci agli altri il...m'intendi;

Purché ciò che pretendi

Ti diano per danaro,

Vendi la patria e caro

Ti è dei sardi sparlare.

Là ti mungon la borsa,

Ma in cambio fai ritorno

Di croci e stemmi adorno.

Perché venisse eretto

Il quartiere, il tuo tetto,

Il tuo tetto atterrasti,

E nome meritasti

Di traditore e spia.

Ma il cielo non vuol che sempre

Trionfi la tristizia

E deve la giustizia

Infrangere ogni male.

La potestà feudale

Già tocco ha la sua meta;

Il vender per moneta

Le plebi de' cessare.

L'uomo cui molto urgeva

Secolar tenebrore

Par che al prisco splendore

Levi la fronte ancora.

Nella novella aurora

Si affissano i gagliardi.

Ascoltatemi, o Sardi,

Io vi schiudo la via.

Popoli, è giunta l'ora

D'infrangere gli abusi;

A terra, a terra gli usi

Malvagi e il dispotismo.

Sia guerra all'egoismo,

Sia guerra agli oppressori

I piccioli signori

Devono a noi piegare.

Non osi chi fu inerte

Mordersi un dì le dita;

Or che la tela è ordita

Date una mano a tessere.

Tardo vi potrebbe essere

Un giorno il pentimento;

Quando si leva il vento

È d'uopo trebbiare»

## Edizioni, traduzioni e critica letteraria
L'opuscolo di Procurade 'e moderare fu pubblicato clandestinamente a Sassari nei primi mesi del 1796, e non in Corsica, come era convinzione diffusa fino a qualche tempo fa. Del resto Sassari, espugnata dai rivoltosi il 28 dicembre del 1795, era governata da esponenti della lotta antifeudale e dalla fine di febbraio del 1796 dall'alternos Giovanni Maria Angioy.
La prima traduzione in altra lingua fu quella in inglese di John Warre Tyndale del 1849 (Endeavor to moderate...) inserita nel suo The Island of Sardinia.
Nel giugno 1864 Auguste Boullier nei suoi saggi Essai sur le dialecte et les chants populaires de la Sardaigne, pubblicò una traduzione dell'inno in francese (Songez à modérer...).
L'inno, a parte le edizioni clandestine, era stato pubblicato per la prima volta in Sardegna nel 1865 da Giovanni Spano e successivamente da Enrico Costa che, per primo, lo aveva anche tradotto in italiano, in occasione del centenario per l'entrata di Giovanni Maria Angioy a Sassari, fu ristampato in foglio volante con a fianco la traduzione in versi di Sebastiano Satta.
Infine fu tradotta in tedesco da B. Granzer e B. Schütze nel 1979 con il titolo Die Tyrannei.
Raffa Garzia propose un confronto fra la composizione del Mannu e Il Giorno di Giuseppe Parini; lo studioso segnalò inoltre altre due composizioni su tematiche simili: una di Maria Baule, poetessa di Ploaghe, sul tentativo di invasione francese della Sardegna nel 1793, col titolo Ancòra semus in gherra che fu pubblicato da Giovanni Spano e un altro componimento, sempre riferito ai fatti del 1793, del poeta di Gavoi Michele Carboni (1764-1814) Animu, patriottas, a sa gherra!

## Interpreti
- Maria Teresa Cau
- Maria Carta
- Peppino Marotto
- Coro Supramonte
- Gruppo Rubanu di Orgosolo
- Tazenda e Andrea Parodi
- Piero Marras, Maria Giovanna Cherchi
- Kenze Neke
- Elena Ledda
- Cordas et Cannas, in Cantos e musicas de sa Sardigna (1983)
- Coro Supramonte
- Pino Masi
- Savina Yannatou
- Stefano Saletti, Piccola Banda Ikona, con Ambrogio Sparagna
- Janas (gruppo musicale)

## Discografia
- Tenores di Neoneli,  Barones, 2000. Nel CD sono eseguite tutte le quarantasette strofe del componimento; inoltre c'è un altro brano con il titolo Ai cuddos, in cui alcune strofe sono cantate da Luciano Ligabue e Angelo Branduardi.
- Kenze Neke, Su patriotu sardu a sos feudatarios, in Boghes de pedra, 1994. Nel brano sono presenti, in ordine di apparizione, la 46ª, la prima strofa, parte della 12ª e, di nuovo, la seconda parte della 46ª strofa.

## Innu nou contra sos feudatàriosdi Francesco Masala
Nel 1981 il poeta Francesco Masala pubblica una raccolta di poesie (in sardo e in italiano) con il titolo Poesias in duas limbas / Poesie bilingui: fra queste compare Innu nou contra sos feudatàrios (a sa manera de Frantziscu Innàssiu Mannu) / Nuovo inno contro i feudatari (alla maniera di Francesco Ignazio Mannu). Il poeta logudorese riporta alcuni versi del Mannu e, con l'aggiunta di alcuni suoi versi, ripropone tematiche di rivolta contro le nuove oppressioni.